# جنگ اوگادن
جنگ اوگادن (به انگلیسی: Ogaden War، که به نام جنگ اتیوسومالی نیز نامیده می‌شود)؛ یک تهاجم نظامی سومالیایی در بین ماه‌های ژوئیه ۱۹۷۷ و مارس ۱۹۷۸ بر سر منطقه‌ای در اتیوپی تحت عنوان «اوگادن» بود که با حملهٔ جمهوری دموکراتیک سومالی به اتیوپی آغاز شد. اتحاد جماهیر شوروی پشتیبانی خود از سومالی را متوقف کرد تا به حمایت از اتیوپی کمک کند، در حالی که ایالات متحده آمریکا برعکس حمایت خود از اتیوپی را متوقف کرد و از سومالی پشتیبانی کرد. این جنگ هنگامی که آمریکایی‌ها برای آتش‌بس میانجی گری کردند، به پایان رسید. اتیوپی به علت ترابرد گسترده‌ای از تجهیزات نظامی (۷ میلیارد دلار)، ورود ۱۶۰۰۰ سرباز کوبایی، ۱۵۰۰ مستشار شوروی و ۲ تیپ از یمن، و همچنین پشتیبانی نیروی هوایی آدیس آبابا، از یک شکست عمده و از دست دادن دائمی سرزمین‌ها نجات یافت. باوجوداین، بخش‌های بزرگی از منطقهٔ اوگادن تا سال ۱۹۸۰ همچنان در دست سومالی باقی ماند.
کشور اتیوپی در خیابان چرچیل شهر آدیس آبابا، پایتخت این کشور، یک بنای یادبودی را برای سربازان اتیوپیایی و کوبایی درگیر در این جنگ ساخته‌است که بنای یادبود تیگلاچین نام دارد. این بنای یادبود از اِلمان‌های گوناگونی تشکیل شده‌است که عبارتند از: مجسمه مرکزی، یک ستون بلند ۵۰ متری، دو دیوار در جلو و کناره‌ها، و دو میدان که تصویر سربازان کوبایی در آن دیده می‌شود.